# 雁の里山本公園
雁の里山本公園（かりのさと やまもとこうえん）とは、秋田県仙北郡美郷町にある公園。スキー場やパークゴルフ場、日帰り温泉施設、キャンプ場が整備されている。
公園名にある「雁の里」は後三年の役の「雁行の乱れ」に由来する。

## 概要
1923年（大正12年）に当時の江畑新之助村長（飯詰村）が長岡安平設計の元「山本公園」を開いた。
雁の里山本公園は小残丘の地形を利用した公園で、1924年からは公園内に設けられた後三年競馬場で後三年競馬がはじまっている。同年には秋田県初の全県スキー大会を公園内の後三年スキー場でひらいた。なお、山本公園建設中に縄文時代中期の土器（大木7式・8式土器）が出土し、竪穴状遺構が検出されており、こんにち「飯詰竪穴群」として県指定史跡となっている。

## 園内の施設
公園は横手市との境界付近に位置し、隣接する平安の風わたる公園は横手市側にある。
- パークゴルフ場
- 湯とぴあ雁の里温泉

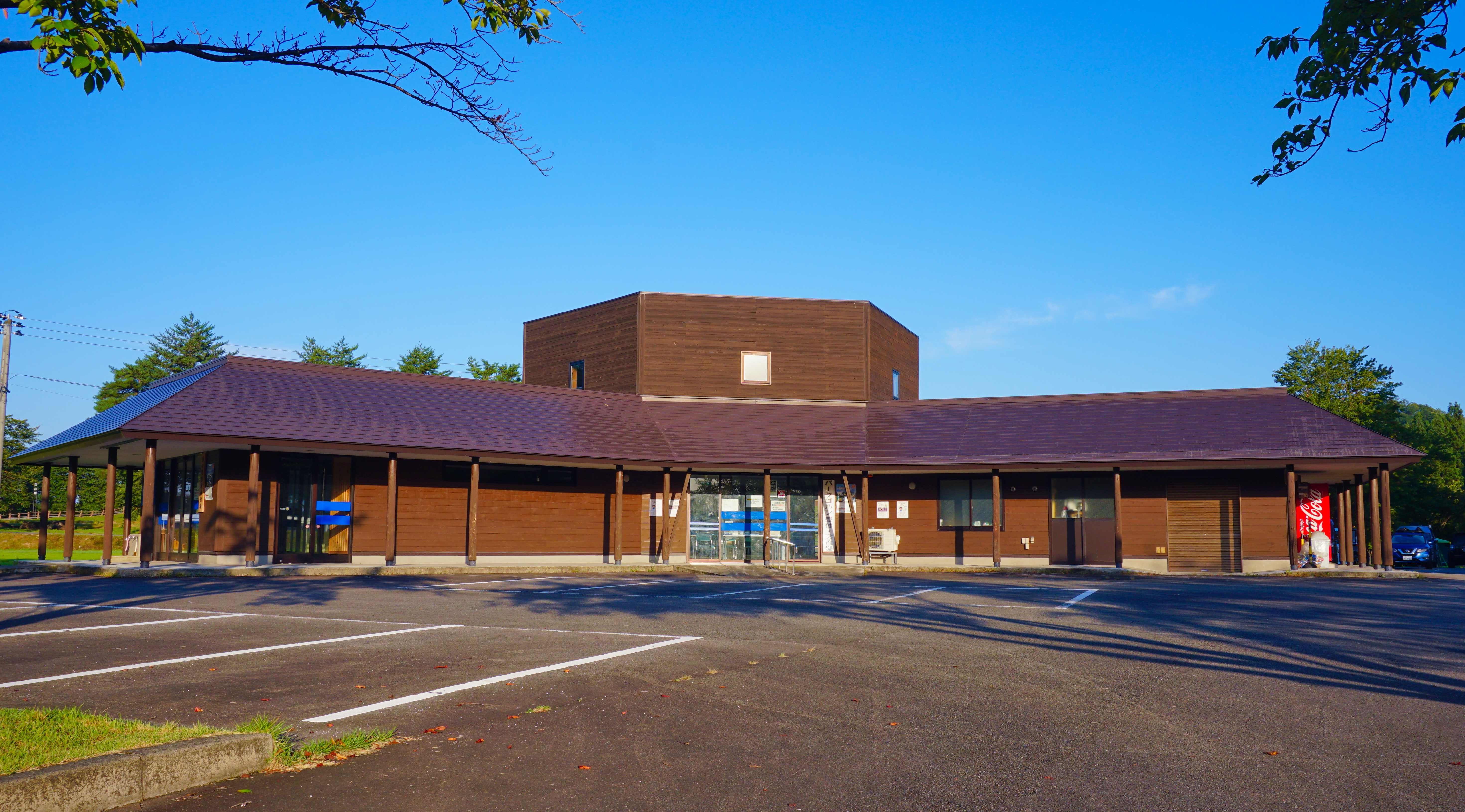
管理棟
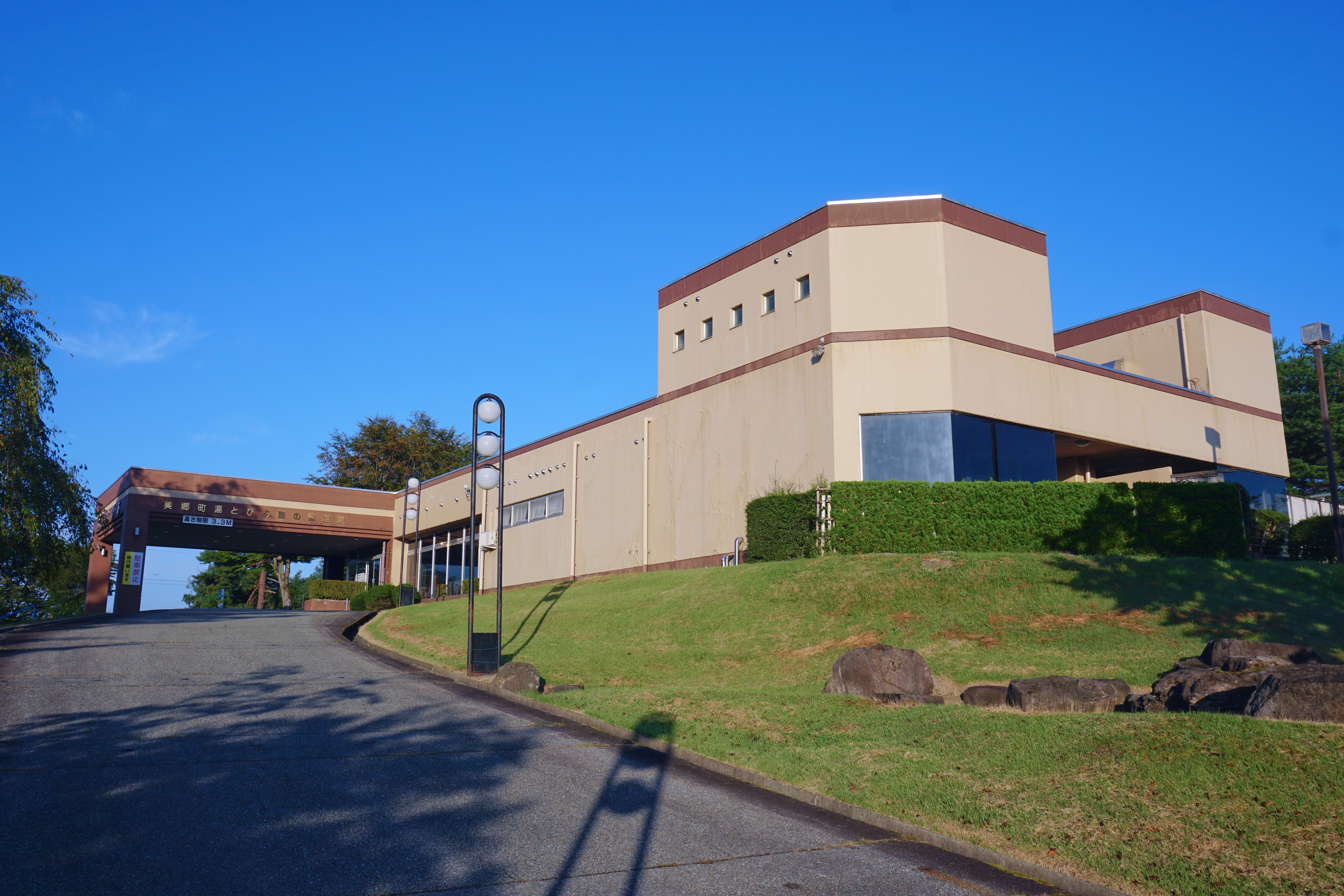
湯とぴあ雁の里温泉

### 雁の里ふれあいの森
冬季（12月 - 3月）は閉鎖される。
- ふれあいの森キャンプ場
- 雁の里山荘
- 雁の里管理休憩棟
- バンガロー

### 後三年スキー場
利用料金は無料で、ロープトゥ1基、Tバーリフトが2基ある。園内施設である雁の里山荘に隣接している。
名称にある「後三年」は、一帯が後三年の役の古戦場であったことに由来する。

## アクセス
鉄道
東日本旅客鉄道（JR東日本） 奥羽本線 後三年駅から徒歩で約10分。
自動車
秋田自動車道 横手ICから約20分。
秋田自動車道 横手北SICから約10分。